# Том Папас
Том Папас (енгл. Tom Pappas; Азалеја, 6. септембар 1976.) амерички је атлетичар, светски првак у десетобоју из Париза 2023.

## Каријера
Папас је четвороструки шампион САД (2000, 2002, 2003, 2006) и био је НЦАА шампион 1999. док је похађао Универзитет у Тенесију. Освојио је златну медаљу на Светском првенству 2003. Његов лични рекорд у десетобоју је 8.784 поена којим је победио на првенству САД 2003. одржаном на Универзитету Станфорд.
Освојио је Награду Џеси Овенс 2003. године, као најбољи амерички атлетичар те године.
Папас је завршио као пети на Олимпијском десетобоју 2000.

## После каријере
Папас је сувласник фитнес центра Лејн 5 Кросфит (енгл. Lane 5 Crossfit) у Јуџину.

## Међународна такмичења
| Година | Такмичење                   | Место                | Пласман | Дисциплина |
| ------ | --------------------------- | -------------------- | ------- | ---------- |
| 1999   | Светско првенство           | Севиља, Шпанија      | Одустао | Десетобој  |
| 2000   | Олимпијске игре             | Сиднеј, Аустралија   | 5.      | Десетобој  |
| 2001   | Игре добре воље             | Бризбејн, Аустралија | 3.      | Десетобој  |
| 2003   | Светско првенство у дворани | Бирмингем, Енглеска  | 1.      | Седмобој   |
| 2003   | Светско првенство           | Париз, Француска     | 1.      | Десетобој  |
| 2004   | Хипо-митинг                 | Гецис, Аустрија      | 2.      | Десетобој  |
| 2004   | Олимпијске игре             | Атина, Грчка         | Одустао | Десетобој  |
| 2008   | Олимпијске игре             | Пекинг, НР Кина      | Одустао | Десетобој  |

## Лични рекорди
| Дисциплина           | Резултат                 | Место     | Датум               | Поена       |
| -------------------- | ------------------------ | --------- | ------------------- | ----------- |
| Десетобој            | 8.784 поена              | Пало Алто | 22. јун 2003.       | 8.784 поена |
| Седмобој (у дворани) | 6.361 поен               | Бирмингем | 16. март 2003.      | 6.361 поен  |
| 100 метара           | 10.65 (ветар -0.2 m/s)   | Гецис     | 6. јун 2003.        | 940 поена   |
| Скок удаљ            | 7.96 м (ветар +1.4 m/s)  | Пало Алто | 21. јун 2003.       | 1.050 поена |
| Бацање кугле         | 17.26 м                  | Јуџин     | 29. јун 2008.       | 929 поена   |
| Скок увис            | 2.21 м                   | Гецис     | 27. септембар 2000. | 1.002 поена |
| 400 метара           | 47.58 с                  | Сен Дени  | 26. август 2003.    | 930 поена   |
| 110 метара препоне   | 13.90 с (ветар +0.3 m/s) | Гецис     | 6. август 1997.     | 987 поена   |
| Бацање диска         | 52.18 м                  | Ел Пасо   | 1. јануар 2003.     | 916 поена   |
| Скок мотком          | 5.20 м                   | Гецис     | 30. мај 2004.       | 972 поена   |
| Бацање копља         | 66.56 м                  | Сарасота  | 9. јун 2000.        | 837 поена   |
| Трка на 1.500 метара | 4:35.14                  |           | 1. јануар 1995.     | 711 поена   |